# Chiesa di San Nicola del Tetto
La chiesa di San Nicola del Tetto (in greco Άγιος Νικόλαος της Στέγης?, Agios Nikolaos Tis Stegis) è una chiesa ortodossa di Kakopetria: è una delle nove chiese dipinte di monti Troodos, dichiarate Patrimonio dell'umanità dell'UNESCO dal 1985.

## Storia
Il monastero, con annessa la chiesa, venne edificato nell'XI secolo: tuttavia le prime fonti che attestano la presenza dell'insediamento religioso risalgono al XIII secolo. Il complesso prosperò durante il Medioevo fino all'inizio della Francocrazia nel XII secolo: in questo periodo la chiesa venne in parte modificata con l'aggiunta del nartece e poi con la creazione di un tetto a spiovente, da cui deriva il nome.
Dal 1260 la chiesa divenne sede dell'arcivescovo ortodosso di Cipro: successivamente servì il villaggio nella quale sorgeva e continuò ad essere meta di pellegrinaggi.
Nel 1985 venne inserita insieme ad altri nove edifici nelle cosiddette chiese dipinte nella regione dei monti Troodos, dichiarate Patrimonio dell'umanità dall'UNESCO.

## Descrizione
La chiesa, in stile bizantino, ha una pianta quadrata, internamente a croce greca con cupola centrale: nel XII secolo è stato aggiunto un nartece, mentre la cupola è stata ricoperta da un tetto a spiovente con tegole piatte, probabilmente per proteggere gli affreschi dalle infiltrazioni di pioggia e neve che interessano la zona dei monti Troodos. Il nartece è coperto da una calotta e caratterizzato da due archi trasversali.

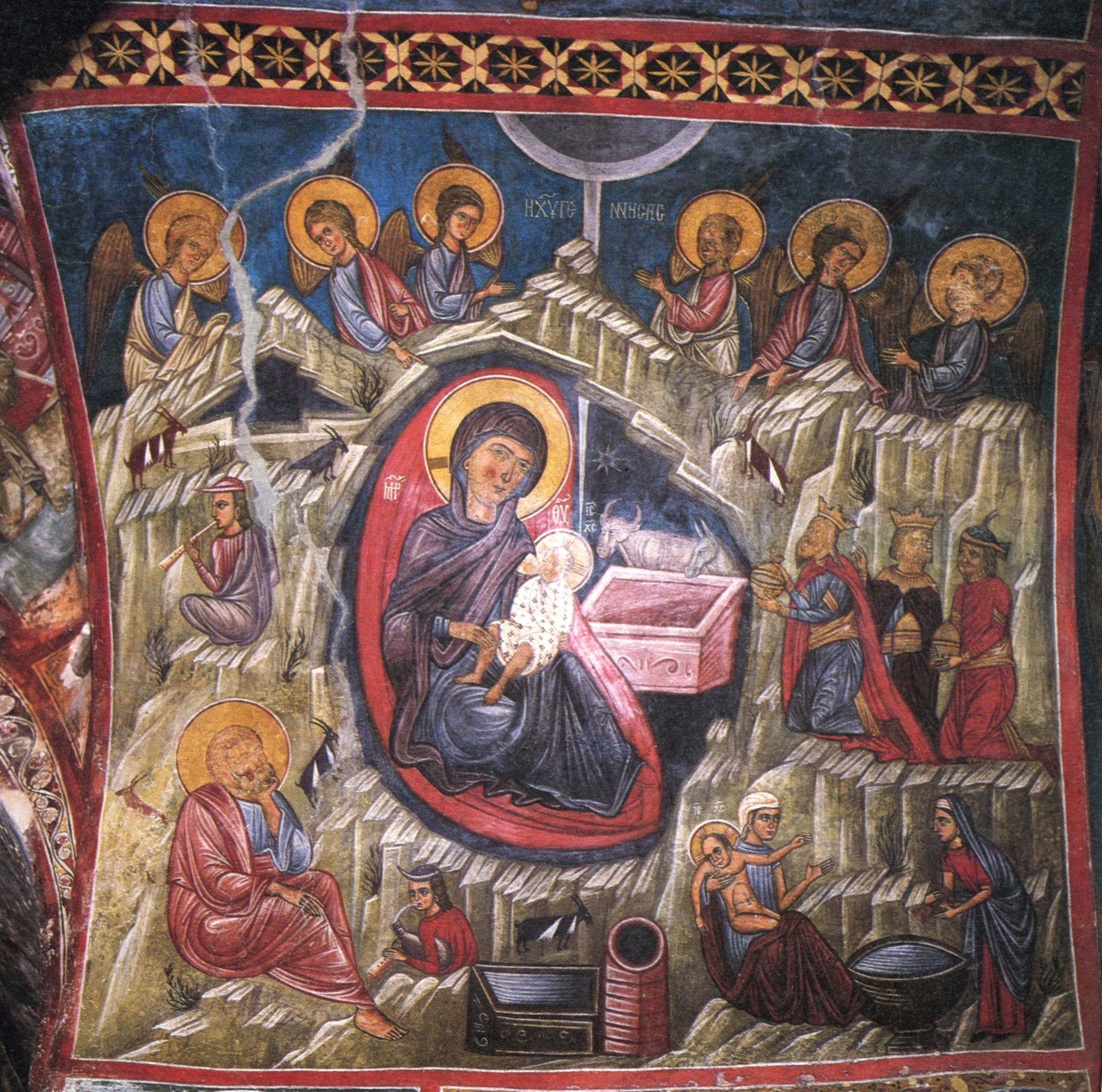
Affresco della Natività

Internamente la chiesa presenta un ciclo di affreschi realizzati tra l'XI e il XVI secolo. Le pitture più antiche risalgono all'XI secolo e rappresentano Trasfigurazione e resurrezione di Lazzaro, la Dormitio Mariae, l'Ingresso a Gerusalemme, oltre a varie figure, tra cui quella di San Nicola, titolare della chiesa. Questo ultimo affresco venne coperto da un'icona del XIII secolo, raffigurante sempre San Nicola, donata al monastero da un cavaliere franco: nel 1967 è stata rimossa per essere spostata al Museo bizantino di Nicosia; sull'icona, in greco antico, compare per la prima volta la denominazione della chiesa di San Nicola tes stegis. Sempre all'XI secolo risalgono gli affreschi dell'abside dove sono i Padri della Chiesa, tra cui sant'Epifanio, sormontati nel catino dalla Theotókos tra gli arcangeli Michele e Gabriele.
A partire dal XII secolo comincia la seconda fase pittorica: gli affreschi si presentano stilisticamente più raffinati rispetto alla prima fase. Al periodo compreso tra la fine del XIII e l'inizio del XIV secolo si devono le pitture della Crocifissione e della Resurrezione, mentre al XIV secolo risalgono il Cristo Pantocratore che è dipinto nella cupola, i Profeti affrescati nel tamburo, i Quattro evangelisti agli angoli alla base del tamburo e altri santi a grandezza naturale ubicati tra la navata e il nartece, mentre nell'angolo nord-ovest due immagini a grandezza naturale di San Teodoro e San Giorgio e una scena della Natività; alcune opere di questo periodo sono state staccate per essere conservate al Museo bizantino di Nicosia, mettendo alla luce le pitture dello stratto sottostante risalenti al periodo precedente. Le ultime decorazioni risalgono al 1633 come quelle di San Pietro e San Paolo, poste sui pilastri orientali della cupola.